# 金星人 (六星占術)
| 星人                                                |
| --------------------------------------------------- |
| 土星人 - 金星人 - 火星人 天王星人 - 木星人 - 水星人 |
| その他                                              |
| 殺界                                                |
| 関連項目                                            |
| 細木数子 - 番組                                     |

金星人（きんせいじん）とは六星占術に出てくる概念で、生年月日の日の干支が甲戌・乙亥・丙子・丁丑・戊寅・己卯・庚辰・辛巳・壬午・癸未のいずれかに属する人を指す。
概ね日支に正官・偏官を持ち、私生活でも仕事を持ち込むほど行動的な二代目運とされる。二代目にも拘らずお家安泰の後継運が木星人優先なのは金星人が実家相続運で外向きであるのと、後天的家族の婚家に落ち着かず配偶者やその家族と波風が立ちやすい傾向にあるからである。特に算命学や四柱推命において甲戌と乙亥は日座天中殺で婚家に落ち着けず、辛巳は蔑みの花嫁、壬午は戦場の花嫁と言われ、舅姑、小姑と波風が立ちやすい。